# رينيه بيرغ
رينيه بيرغ (بالفنلندية: René Berg)‏ هو موسيقي فنلندي، ولد في 24 فبراير 1956، وتوفي في 28 يوليو 2003 في كنت في المملكة المتحدة.

## وصلات خارجية
- رينيه بيرغ على موقع ميوزك برينز (الإنجليزية)
- رينيه بيرغ على موقع ديسكوغز (الإنجليزية)